# Дигермилсилан
Дигермилсилан — неорганическое соединение,
кремнепроизводное тригермана
с формулой H3SiGe2H5,
бесцветная жидкость,
пары́ самовоспламеняются на воздухе.

## Получение
- Пиролиз смеси дисилана и дигермана с последующим разделением продуктов реакций фракционной перегонкой.

## Физические свойства
Дигермилсилан образует 
бесцветную жидкость,
пары́ которой самовоспламеняется на воздухе.